# نيكولا أنه ميلهورن
نيكولا أنه ميلهورن Nikola Anne Mehlhorn (ولدت في 11 سبتمبر 1967 في هانوفر) هي أديبة ألمانية وموسيقية، تقيم في هايدجرابن قرب هامبورغ.
درست الموسيقى في هانوفر وإيسن وكولونيا. أنهت دراستها في كلية الموسيقى في كولونيا لدى إريش بينتسل في عام 1995. وكانت أثناء دراستها تعزف نافخة بوق أوركسترالية مع يهودي مينوهين ويوستوس فرانتس أو خوسيه كاريراس. وهي تعمل منذ عام 1994 عازفة أوركسترالية في هامبورغ. نشرت ميلهورن كتابين وكذلك العديد من القصص في العديد من الانتولوجيات. وهي عضو في اتحاد الكتاب الألمان في هامبورغ وتكتب كصحفية مستقلة في العديد من الصحف اليومية.

## جوائز حصلت عليها
- جائزة الادب التشجيعية من هامبورغ 1995
- جائزة فريدريش هيبل 2000
- منحة دراسية من مؤسسة أرنو شميدت 2000
- منحة هاينريش هاينه الدراسية 2001
- منحة ليدج هاوس الدراسية، نيويورك 2003
- منح دراسية من الملتقى الأدب البرليني 2001/2003

## من أعماله
- القمر البور (قصة 1998)
- أسطورة تحولات النجم (قصة 2002)